# Гігантораптор
Гігантораптор (Gigantoraptor erlianensis) — ящеротазовий динозавр родини Caenagnathidae.

## Опис
У 2005 році в Китаї був виявлений скелет гігантораптора. Вивчення та опис виду велося групою палеонтологів Китайською академією наук.

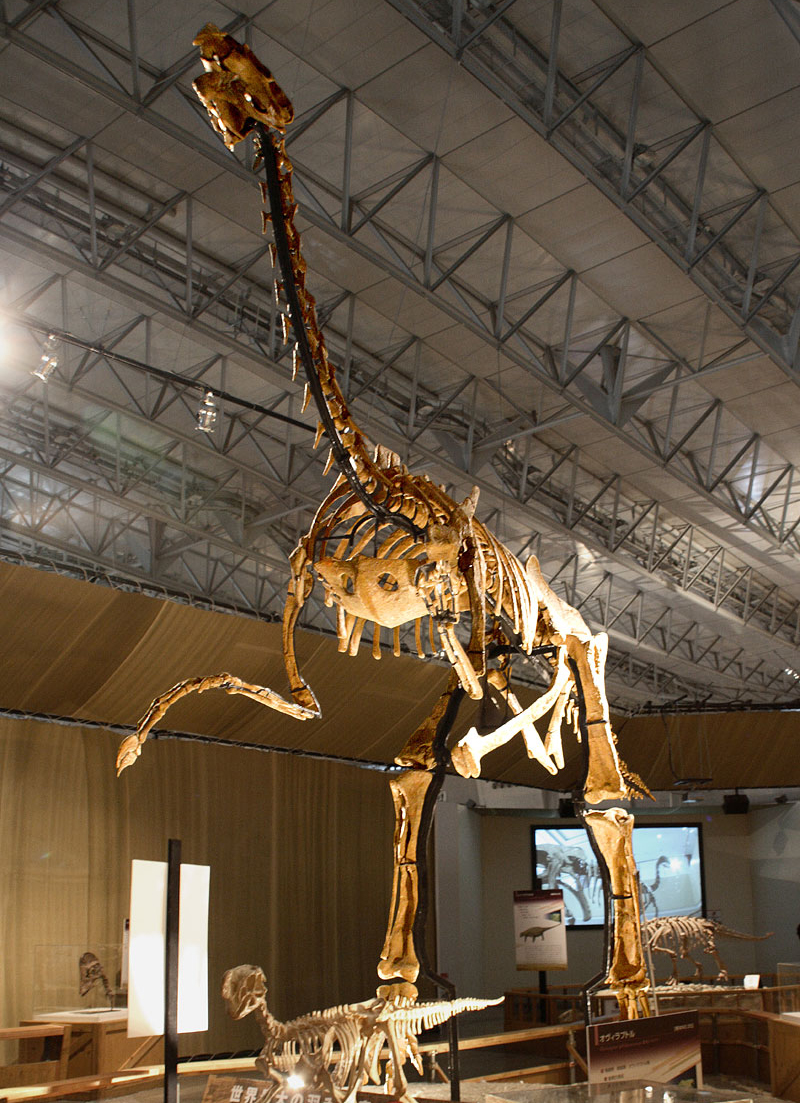
Реконструкція скелета гігантораптора у Японії

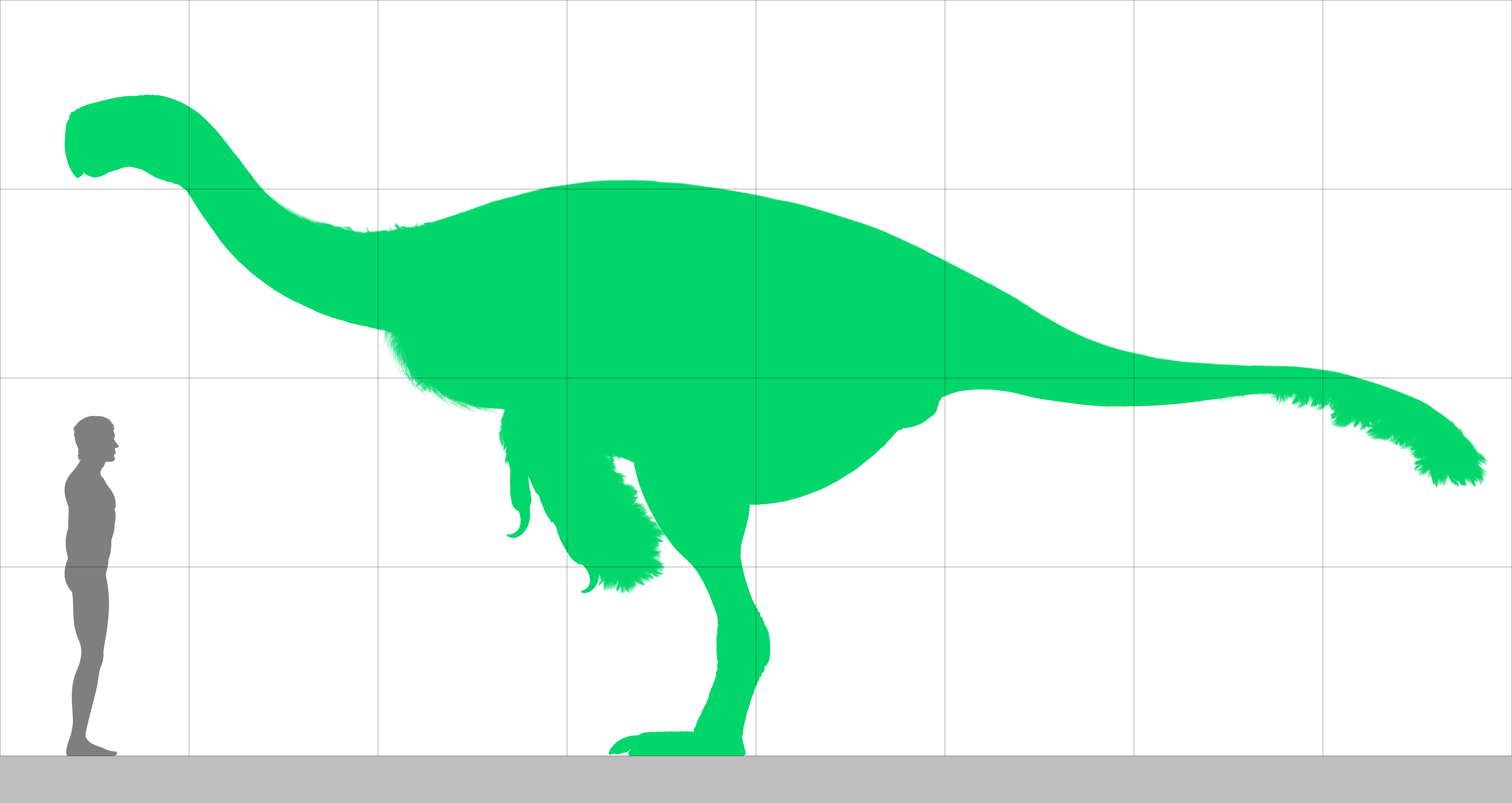
Порівняння розмірів гігантораптора з людиною

Проміжні підсумки дослідження були опубліковані в журналі Nature. Дослідження показали, що ця істота — найбільша на нашій планеті серед тих, що будь-коли мали пір'я. Тварина масою 1,4 т, була розмірами зі слона: 8 м завдовжки й близько 5 м заввишки. Gigantoraptor erlianensis, а саме так охрестили знахідку, по виду нагадує величезного птаха. Зубів у тварини не було, але був дзьоб, що нагадував радше черепашачий, ніж пташиний. Передні кінцівки були покриті пір'ям, хоча воно не було призначене для польоту. Доктор Сюй Сін, який очолив дослідження, повідомив, що пір'я могло бути потрібне для збереження в теплі кладки яєць.
Досі залишається таємницею раціон живлення гігантораптора. Динозавр поєднує у собі характеристики як хижака, так і вегетаріанця. На користь хижацтва вказує розміщення очей, що дивляться вперед і довгі, гострі кігті. Але беззубий дзьоб і довга шия можуть вказувати на рослинний раціон. Можливо цей динозавр був всеїдним.